# Niccolò Palmeri
Niccolò Palmeri, auch Niccolò Palmieri (* 9. August 1778 in Termini Imerese; † 18. Juli 1837 ebenda) war ein italienischer Ökonom, Historiker und Politiker  des 19. Jahrhunderts.

## Leben

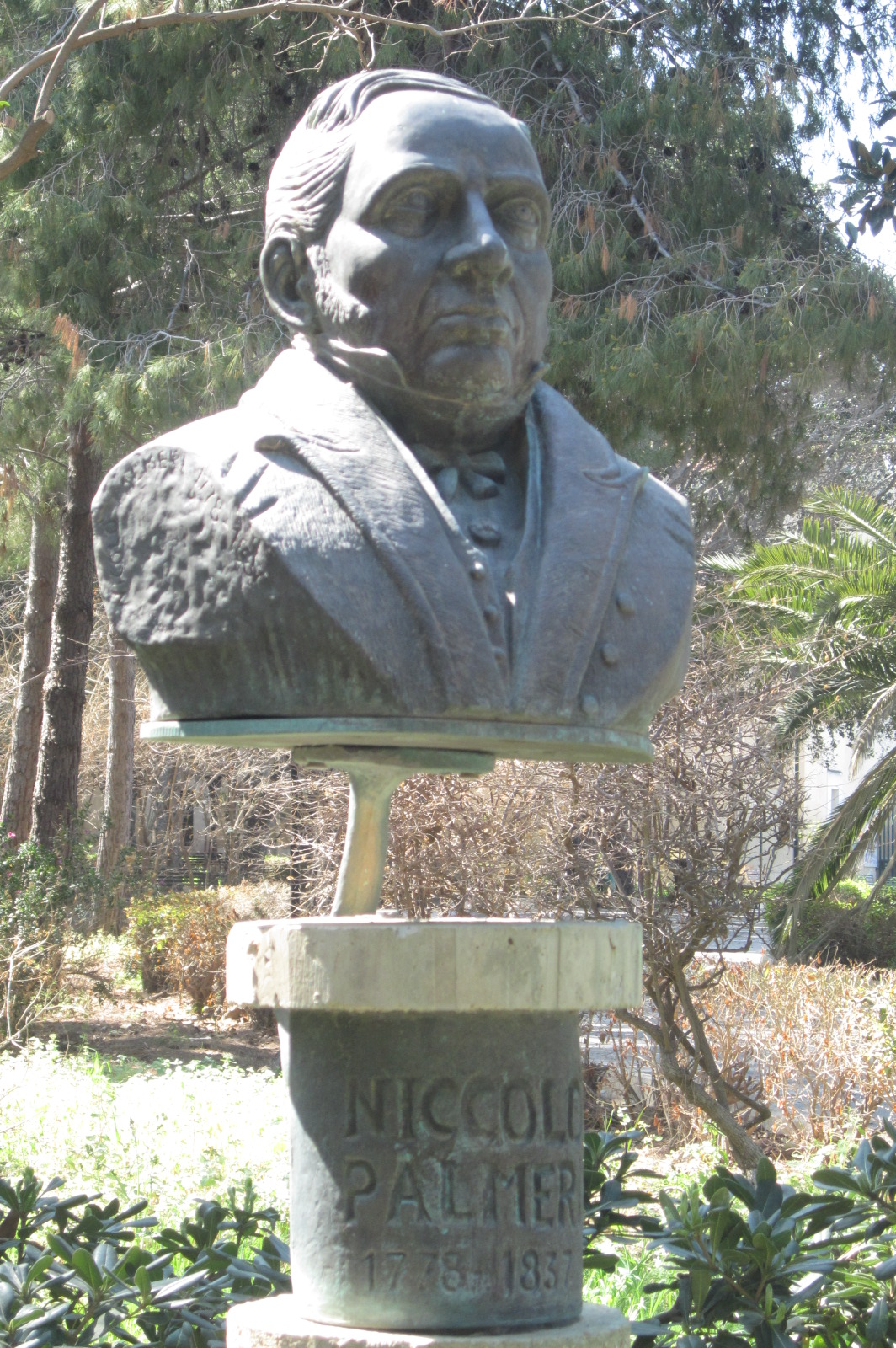
Büste von Niccolo Palmieri

Palmeri entstammte einem Zweig der Adelsfamilie Palmeri. Sein Geburtshaus ist in der Via Garibaldi in Termini Imerese zu sehen. Sein Vater Vincenzo war ein angesehener Agronom.
Er war ein hochbegabtes Kind, mit 10 Jahren übersetzte er schon klassische lateinische Schriften.
Danach widmete er sich der Mathematik und den Naturwissenschaften. Palmeri studierte in Palermo bei Paolo Balsamo Agrarökonomie und nahm dessen Vaterlandsliebe an. Auf Wunsch des Vaters studierte er Jura  an der Università degli Studi di Catania und wandte sich nach dem Studium wieder der Ökonomie zu. Mit 20 Jahren wurde Palmeri unter dem Pseudonym Siralgo Nisifaro in die Accademia Euracea aufgenommen.
Palmeri war ein begeisterter Verfechter der sizilianischen Verfassung von 1812  und wurde in den Jahren 1812, 1813 und 1814 als Abgeordneter in das Parlament in Palermo gewählt.
1816 erlitt Palmeri einen  Hörsturz, wodurch er gezwungen war, sich mit seinen Aktivitäten zurückzuhalten. Nach einer Pause engagierte er sich bei der Revolution von 1820.  Der Agrarökonom  brachte die Wirtschaft der Insel voran, indem er Agrarreformen einführte und die Häfen für den freien Handel öffnen ließ.  Danach zog er sich durch Misserfolge von den öffentlichen Ämtern zurück und vertiefte sich wieder in seine ökonomischen Studien. 1826 entstand das Werk Considerazioni sulla dichiarazione del Parlamento di Napoli che annullò la convenzione dei 5. ottobre 1820 fra il tenente generale Pepe e il principe Paternò. Es folgten weitere Schriften wie Saggio delle cause sui remedi delle angustie agrarie della Sicilia und Somma della Storia di Sicilia. Einige seiner Werke wurden erst nach seinem Tod veröffentlicht.
Am 18. Juli 1837 starb Palmeri in Termini Imerese an der Cholera.